# Tin Jingyao
Tin Jingyao est un joueur d'échecs singapourien né le 13 juillet 2000, grand maître international depuis 2022.
Au 1er mars 2025, il est le numéro un singapourien avec un classement Elo de 2 597 points.

## Carrière aux échecs
Tin Jingyao a remporté le championnat de Singapour cinq fois de suite (en 2016, 2017, 2018, 2019 et 2020). Il finit deuxième du championnat de Singapour 2021-2022. Il remporte encore trois titres, de 2023 à 2025.
En mai 2021, il finit deuxième du Championnat d'Asie d'échecs hybride disputé en ligne.
Il obtient le titre de grand maître international en 2022 après avoir réalisé sa troisième norme de grand maître au tournoi de Hanoï (8 points sur 9 marqués) et marqué 6,5 points sur 9 aux jeux d'Asie du Sud-Est disputés à Ha Long au Vietnam.
Tin Jingyao a représenté Singapour lors de quatre olympiades. En 2014 il est au quatrième échiquier, en 2016 au troisième échiquier. Il marque 7 points sur 10 au premier échiquier lors de l'Olympiade d'échecs de 2022. A l'Olympiade d'échecs de 2024, il score 7,5/10, toujours au premier échiquier.
Lors de la Coupe du monde d'échecs 2021, il fut battu au premier tour par Timour Gareïev (2 à 4 après départages).
En décembre 2022, il finit 1er-3e, ex æquo avec Amin Tabatabaei et Aditya Mittal (deuxième après des mini-matchs de départage) de l'open Ellobregat de Barcelone avec 7 points sur 9
Lors de la Coupe du monde d'échecs 2023, il bat Vladimir Baklan au premier tour, puis Shakhriyar Mamedyarov. Il est battu au troisième tour par Rasmus Svane (1,5 à 2,5).